# 今一生
今 一生（こん いっしょう、本名：柳原剛〔やなぎはら つよし〕、1965年9月23日 - ）は、日本のライター、編集者。ペンネームの「今一生」は、本人が私淑する今東光にちなむ。群馬県出身。

## 経歴
- 群馬県高崎市で生まれ[3]、千葉県市原市で育つ。
- 千葉県立木更津高等学校卒業後、一浪して早稲田大学第一文学部[3]に進むも除籍。松竹シナリオ研究所でシナリオを学ぶ。[要出典]
- 塾講師や工員、コピーライターなどの職を転々とした後、1990年に雑誌記者に。1993年に月刊誌『DENiM』（小学館）に投稿したルポルタージュで新人賞を受賞。『別冊宝島』などの共著を出した後、1998年に『家を捨てよ、街へ出よう』（メディアワークス／現･アスキーメディアワークス）で単行本デビュー。
- 1997年、「Create Media」名義で企画編集した『日本一醜い親への手紙』（メディアワークス）のほか、家族・自傷・援助交際・精神病・家出等に関する書籍を数点刊行。[要出典]
- 家出・非血縁の共同生活・自殺、CSRなどの取材を行う。
- 2007年、東京大学（駒場）で学生自治会による自主ゼミの講師となり[要出典]、社会起業家を招聘[要出典]し、講義を行う。
- 2008年から2011 年、「社会起業支援サミット」の開催を呼びかけ、27都道府県での開催[要出典]。
- 2012年10月から2013年3月、約20名の社会起業家を講師として招き「社会起業家･養成ゼミTOKYO」を開催。
- 2017年、新刊『日本一醜い親への手紙 そんな親なら捨てちゃえば？』（Create Media編／dZERO刊）の制作費400万円を事前購入と寄付で調達し[要出典]編集。また、19ヶ所で講演会に出演し、虐待防止を訴える。[要出典]

## 著書（※編著・共著を含む）
- 『世紀末C級ニュース・アワー アキレかえるトホホ・ネタの集大成』今一生とC級ニュース取材班 ベストセラーズ ワニ文庫 1997
- 『日本一醜い親への手紙』Create Media名義 メディアワークス 1997
- 『もう家には帰らない さよなら日本一醜い親への手紙』Create Media名義 メディアワークス 1998
- 『子どもを愛せない親からの手紙』Create Media名義 メディアワークス 1998
- 『少女たちから「ウザい」オヤジへの手紙』Create Media名義 ぶんか社 1998
- 『家を捨てよ、街へ出よう Life is comin' back.』小林キユウ撮影 メディアワークス 1998
- 『完全家出マニュアル』メディアワークス 1999
- 『家族新生』ワニブックス 2000
- 『生きちゃってるし、死なないし リストカット&オーバードーズ依存症』晶文社 2001
- 『「出会い系」時代の恋愛社会学 ケータイ&ネットの性と「もてたい男」』ベスト新書 2001
- 『恋愛以前』原書房 2002
- 『「酒鬼薔薇聖斗」への手紙 生きていく人として』編 宝島社 2003
- 『大人の知らない子どもたち ネット、ケータイ文化が子どもを変えた』学事出版 2004
- 『ゲストハウスに住もう! Tokyo非定住生活』晶文社 2004
- 『大人が子どもを壊すとき 「良い子」しか愛せない大人と、正論を怖がる子ども』学事出版 2005
- 『下流上等 キレない子が病む格差教育』学事出版 2006
- 『「死ぬ自由」という名の救い ネット心中と精神科医』河出書房新社 2006
- 『親より稼ぐネオニート 「脱・雇用」時代の若者たち』扶桑社新書 2007
- 『プライドワーク 自分をつくる働き方』春秋社 2007
- 『社会起業家に学べ!』アスキー新書 2008
- 『奪われた性欲』毎日コミュニケーションズ マイコミ新書 2009
- 『日本一醜い親への手紙 厳選版100通』 Create Media名義 ノンカフェブックス 2010
- 『パパとママからのラブレター 生まれてきてくれて、ありがとう』 Create Media名義 ノンカフェブックス 2010
- 『子どもたちの3.11 東日本大震災を忘れない』 Create Media名義 学事出版 2012
- 『ソーシャルデザイン50の方法 あなたが世界を変えるとき』中公新書ラクレ 2013
- 『よのなかを変える技術 14歳からのソーシャルデザイン入門』河出書房新社 14歳の世渡り術 2015
- 『猫とビートルズ』 雨樹一期撮影 金曜日 2016
- 『日本一醜い親への手紙 そんな親なら捨てちゃえば？』2017 Create Media名義 dZERO ISBN 978-4907623241